# 庆远镇
庆远镇，是中华人民共和国广西壮族自治区河池市宜州区下辖的一个乡镇级行政单位。

## 行政区划
庆远镇下辖以下地区：
文昌社区、和平社区、解放社区、园村社区、江头社区、沙岭社区、龙塘社区、燕山社区、龙江社区、白龙社区、矮山社区、太平社区、畔塘村、宜畔村、东屏村、苏村、六坡村、岭坪村、洛岩村、城障村、下维村、三兴村、思榄村、山湾村、围村、马安村、龙村和叶茂村。